# 孫小毛
孫小毛是華視兒童電視節目《嘎嘎嗚啦啦》創作的布偶角色。

## 概要
1984年10月23日，孫小毛於福隆製作公司（金星娛樂前身）製作的華視兒童節目《嘎嘎嗚啦啦》（首播期間：1984年10月23日－1988年7月19日）中登場，與陶大偉為該節目的共同主持人。孫小毛外型來是模仿孫越面孔而來，配音由王偉忠負責。孫小毛並曾與孫越本人同台演出過。與孫小毛同台演出的大猩猩、大公雞、河馬跟鱷魚等其它戲偶，其中不少由曹啟泰擔任操控。
孫小毛在當時廣受觀眾歡迎，曾一度被提名為金鐘獎最佳主持人，後續因以「不是真人」的理由取消。後續福隆製作公司除了推出孫小毛系列人偶、錄音帶、圖畫書等週邊產品，也在1987年為孫小毛拍攝了台灣電影《孫小毛魔界歷險》。王偉忠曾在《歡樂漫畫半月刊》連載漫畫《孫小毛看天下》。
孫小毛的招牌歌〈毛毛毛〉是由陶大偉與孫小毛合唱，收錄於飛碟唱片於1985年發行的《陶大偉'85專輯》。《嘎嘎嗚啦啦》節目主題曲〈生龍活虎打衝鋒〉是由陶大偉作詞、陶大偉作曲、陳志遠編曲、陶大偉演唱，收錄於《陶大偉1983創作專輯：嘎嘎嗚啦啦》，這首歌也是1983年台灣電影《迷你特攻隊》主題曲。
〈毛毛毛〉開頭就是孫小毛自述造型與個性：
【孫小毛唱：】我的名字大家都知道，大大的鼻子彎彎的嘴角，

【孫小毛唱：】長長的頭髮戴著個小圓帽，大人小孩都叫我孫小毛。呵呵！

【孫小毛唱：】孫小毛呀孫小毛，我實在不得了！

【孫小毛口白：】棒吧！【陶大偉口白：】嗯！

【孫小毛口白：】功課好，品行好，上課從來都不遲到；

【孫小毛口白：】睡得早，起得早，老師叫我是乖寶寶！呵呵呵！

## 關係人物
- 王偉忠
- 陶大偉
- 孫越
- 曹啟泰